# Harry Sundberg
Harry Sundberg   (Estocolm, 9 de gener de 1898 - Estocolm, 16 de maig de 1945) fou un futbolista suec, que jugava de centrecampista, que va competir en els anys posteriors a la Primera Guerra Mundial. També fou jugador d'hoquei sobre gel, una vegada internacional.
El 1924 va prendre part en els Jocs Olímpics de París, on guanyà la medalla de bronze en la competició de futbol.
Pel que fa a clubs, defensà els colors del Djurgårdens IF (1919-1925), amb qui guanyà la Svenska Mästerskapet de 1920. Amb la selecció nacional jugà 12 partits entre 1922 i 1924, en què marcà un gol.